# Hassan Hamdi
Mohamed Mahmoud Hamdi Ismail (ur. 2 sierpnia 1949 w Kairze) – egipski piłkarz grający na pozycji środkowego obrońcy. W swojej karierze grał w reprezentacji Egiptu.

## Kariera klubowa
W latach 1969–1978 Hamdi grał w klubie Al-Ahly Kair. Wywalczył z nim trzy tytuły mistrza Egiptu w sezonach 1974/1975, 1975/1976 i 1976/1977. Zdobył też Puchar Egiptu w sezonie 1977/1978.

## Kariera reprezentacyjna
W reprezentacji Egiptu Hamdi zadebiutował w 1969 roku. W 1976 roku powołano go do kadry na Puchar Narodów Afryki 1976. Na tym turnieju zagrał trzy mecze: grupowy z Etiopią (1:1) i w fazie finałowej z Marokiem (1:2) i z Nigerią (2:3). Z Egiptem zajął w nim 4. miejsce. W kadrze narodowej grał do 1977 roku.

## Po zakończeniu kariery
Po zakończeniu kariery piłkarskiej Hamdi pełnił w latach 2002-2014 funkcję prezydenta klubu Al-Ahly Kair.